# Sala equatorial

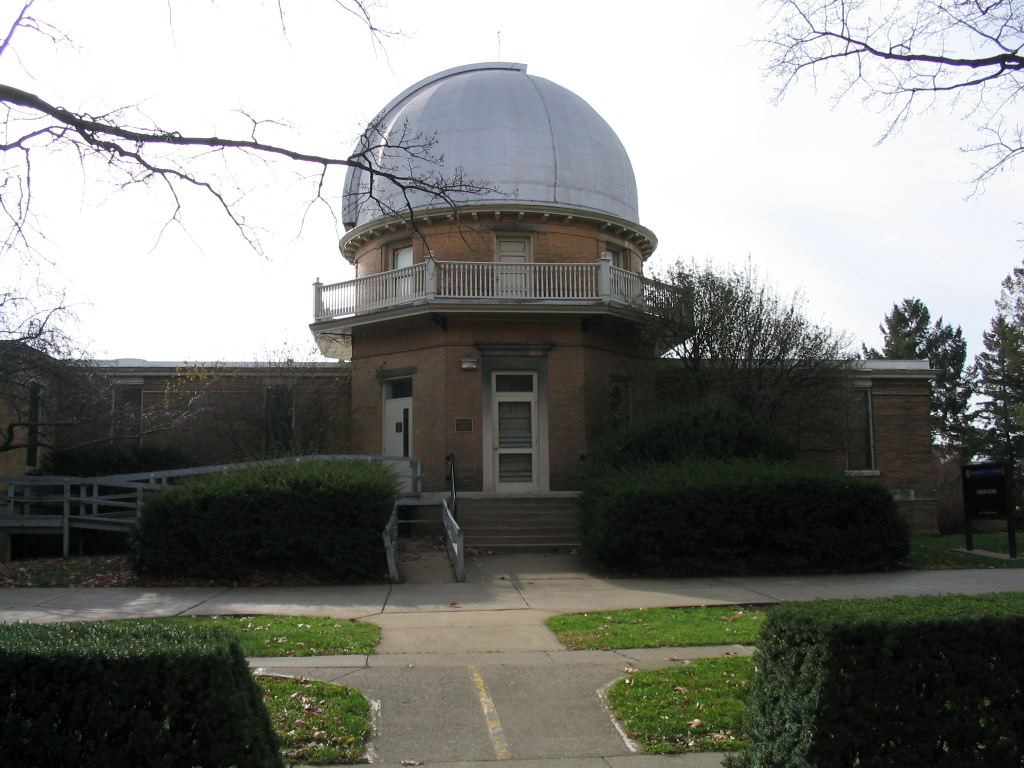
A sala equatorial do Observatório da Universidade de Illinois

Uma sala equatorial, em observatórios astronômicos, é a sala que contém um telescópio equatorial montado. Geralmente é referido em edifícios de observatórios que contêm mais de um tipo de instrumento: por exemplo, edifícios com uma "sala equatorial" contendo um telescópio equatorial e uma "sala de trânsito" contendo um telescópio de trânsito. As salas equatoriais tendem a ser grandes salas circulares para acomodar toda a amplitude de movimento de um telescópio longo em uma montagem equatorial e geralmente são cobertas com uma cúpula para impedir a entrada do clima.
Em alguns casos, um observatório mudaria para um novo local ou o próprio telescópio equatorial seria removido. O espaço seria então convertido, por exemplo, em uso como sala de aula ou biblioteca. Essas salas peculiares podem ser encontradas em prédios de faculdades e cidades antigas, com seu antigo uso esquecido há muito tempo.